# Jacobus Martinus Baljée

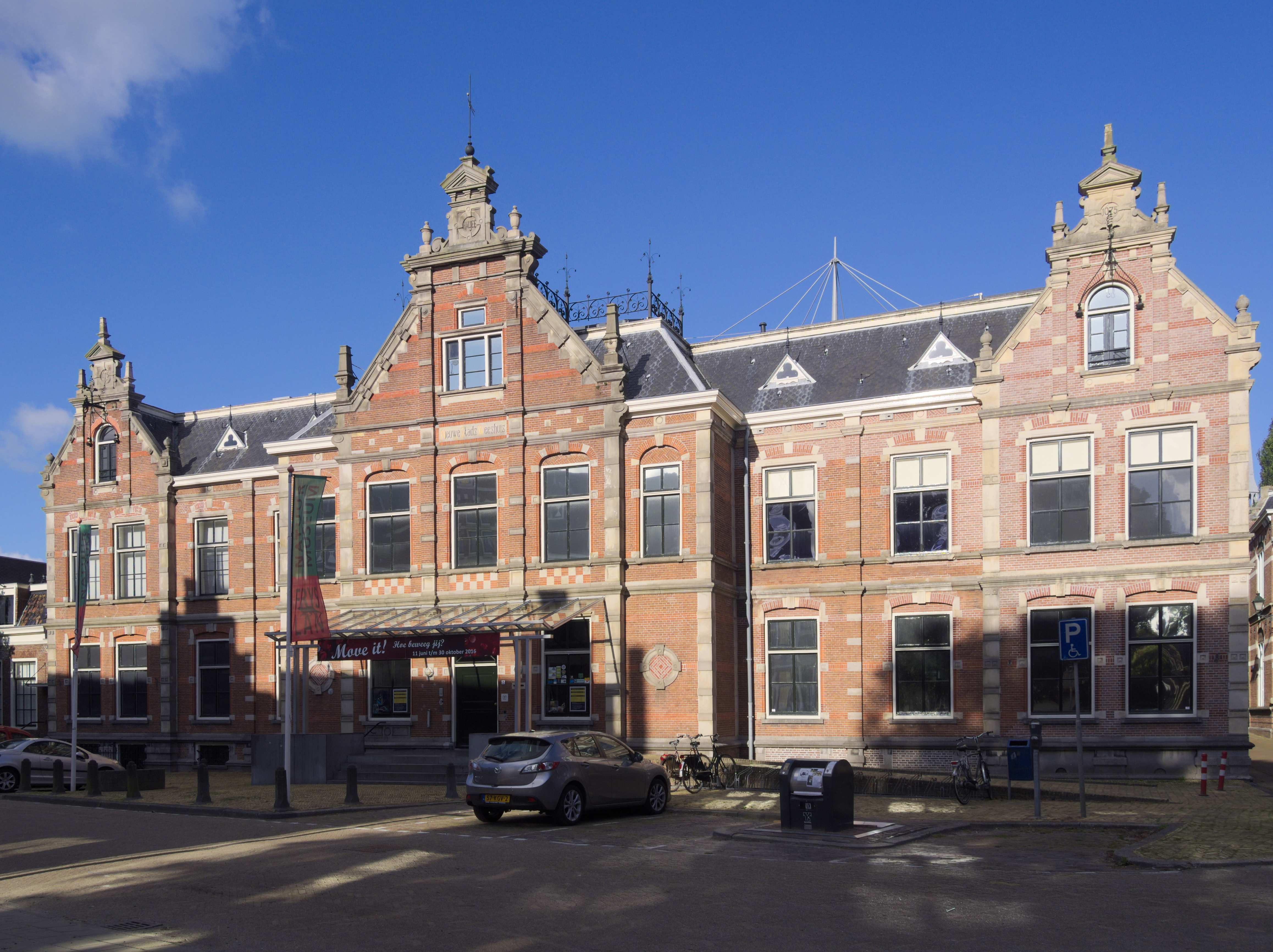
Nieuwe Stadsweeshuis

Jacobus Martinus Baljée (Leeuwarden, 9 september 1752 – Batavia, 18 februari 1823) was een Nederlandse chirurgijn, landgoedeigenaar, directeur van de Hollandsche Maatschappij van Wetenschappen, lid Raad van Indië en weldoener.

## Biografie
Jacobus Martinus Baljée was de zoon van Martinus Jacobus Baljée en Grietje Johanna van den Berg. Zij waren in 1745 getrouwd in de Galileërkerk en kregen vier kinderen. Zijn vader overleed in 1759 en zijn moeder drie jaar later. Op 19 juli 1762 werden de kinderen opgenomen in het Nieuwe Stadsweeshuis. Na bijna drie jaar werd hij door stadschirurgijn Dirk Pars als leerjongen aangenomen. Na een verblijf van bijna tien jaar in het weeshuis vertrok hij op 29 april 1772 naar Amsterdam om zijn opleiding te vervolgen bij stadschirurgijn Adriaan van der Duyn. 
Op 19 maart 1774 vertrok hij naar Batavia als tweede meester bij de Kamer van Amsterdam van de Vereenigde Oostindische Compagnie (VOC). In oktober maakte het schip een stop in de Tafelbaai. Op 28 december kwam hij aan in Batavia. Door zijn handel in bont en zijden doeken bezocht Baljée ook Sumatra. In 1778 ging hij als eerste dokter op een schip terug naar Nederland. Na een kort verblijf vertrok hij in oktober voor de tweede maal naar Batavia. In 1781 werd hij aangesteld als oppermeester van het Ambachtskwartier. In 1784 werd hij bevorderd tot chirurgijn-majoor der infanterie. 
Op 8 augustus 1784 huwde hij met de rijke Maria Magdalena de Vienne. Voor ƒ 216.000 kopen ze een uitgestrekt landgoed, waar 1372 boeren, 1072  boerinnen en een groot aantal tot slaaf gemaakten werkten. Op 12 augustus 1786 zegde hij zijn dienst bij de VOC op en werd ambteloos burger. In 1788 benoemd tot lid van het College van Schepenen van Batavia en in 1795 vice-president. In 1798 President-Schepen of Burgemeester van Batavia. In 1802 werd hij benoemd tot directeur van de Hollandsche Maatschappij van Wetenschappen te Haarlem. Van 1802 tot 1808 was hij buitengewoon lid van de Raad van Indië. Hij kon zich niet verenigen met het bewind van gouverneur-generaal van Nederlands-Indië Herman Willem Daendels en vroeg ontslag aan.
Zijn vrouw Maria Magdalena overleed in 1815. In 1816 werd hij eigenaar van het landgoed Tanjong-West in de nabijheid van Buitenzorg. Hij overleed kinderloos op 18 februari 1823.

## Nalatenschap
Baljée bepaalde in zijn testament dat het weeshuis in Leeuwarden, waarvan hij regent was, het grootste gedeelte van het fortuin kreeg. Ter gelegenheid van de herdenking van de geboortedag van Baljée werd op 9 september 1835 een gedenkzuil opgericht op de binnenplaats van het weeshuis. Op zijn 100e sterfdag werd in 1923 in het weeshuis een herdenking gehouden. De Baljéebuurt (sinds 1983 Amelandsdwinger) en de Baljéestraat in Leeuwarden werden naar hem vernoemd. Jacobus Martinus Baljée komt voor in de Canon van Leeuwarden (2023).
- Biografisch Portaal: 48723351
- Digitale Bibliotheek voor de Nederlandse Letteren: balj002